# Gédéon Kyungu
Gédéon Kyungu Mutanga Wa Bafunkwa Kanonga, conhecido como Comandante Gédéon, é um senhor da guerra congolês que se destacou por liderar o Mai-Mai Kata Katanga entre 2011 e 2016.
Kyungu foi detido em 16 de maio de 2006. Foi condenado, em 2009, juntamente com a sua esposa, por crimes contra a humanidade durante e após a Segunda Guerra do Congo. Também foi sentenciado à morte. Em 7 de setembro de 2011, escapou de uma prisão em Lubumbashi depois que membros de sua milícia abriram fogo contra guardas prisionais. As autoridades da província de Katanga ofereceram uma recompensa de 100.000 dólares por informações que levassem à sua prisão. Após sua fuga da prisão, formou o Mai-Mai Kata Katanga.  Em 11 de outubro de 2016, rendeu-se juntamente com 100 combatentes às autoridades congolesas em Malambwe, num esforço para acabar com a insegurança na área.
Kyungu escapou novamente da prisão domiciliária em Lubumbashi, a 28 de março de 2020, quando os seus milicianos atacaram as forças de segurança que mantinham-no encarcerado. Embora 31 milicianos tenham sido mortos e mais uma dezena tenham sido presos, Kyungu conseguiu fugir. O presidente congolês Félix Tshisekedi emitiu uma ordem para prender Kyungu dois dias após a sua fuga.